# Франтојо Пјетре (Бари)
Франтојо Пјетре (итал. Frantoio Pietre) је насеље у Италији у округу Бари, региону Апулија.
Према процени из 2011. у насељу је живело 24 становника. Насеље се налази на надморској висини од 187 м.